# Gonzalo García
Gonzalo García Torres (sinh ngày 24 tháng 3 năm 2004) là một cầu thủ bóng đá chuyên nghiệp người Tây Ban Nha hiện đang thi đấu ở vị trí tiền đạo cho câu lạc bộ Real Madrid tại La Liga.

## Sự nghiệp câu lạc bộ
Vào ngày 29 tháng 8 năm 2023, García nhận được lệnh triệu tập đầu tiên lên đội một sau khi cầu thủ chạy cánh chính Vinícius Júnior gặp chấn thương. Anh được điền tên vào danh sách đội hình của Real Madrid lần đầu tiên cho trận đấu La Liga với Getafe vào ngày 2 tháng 9 năm 2023.
Vào ngày 5 tháng 2 năm 2025, García ghi bàn thắng đầu tiên cho Los Blancos trong thời gian bù giờ của chiến thắng 3–2 trên sân khách trước Leganés ở tứ kết Copa del Rey. Anh kết thúc mùa giải với Castilla với tư cách là cầu thủ ghi nhiều bàn thắng nhất với 25 bàn thắng, bao gồm cú hat-trick trong chiến thắng 5–0 trước Intercity và bốn bàn thắng trong cả chiến thắng 6–0 trước Mérida và chiến thắng 4–1 trên sân khách trước Algeciras. Gonzalo García đã cân bằng kỷ lục mọi thời đại về số bàn thắng nhiều nhất trong một mùa giải duy nhất cho Real Madrid Castilla với 25 bàn thắng trong mùa giải 2024–25, một kỷ lục trước đó do Mariano Díaz lập.
Vào ngày 5 tháng 2 năm 2025, García ghi bàn thắng đầu tiên cho Los Blancos trong thời gian bù giờ của chiến thắng 3–2 trên sân khách trước Leganés ở tứ kết Copa del Rey.[8] Anh kết thúc mùa giải giải đấu với Castilla với tư cách là cầu thủ ghi nhiều bàn thắng nhất với 25 bàn thắng, bao gồm cú hat-trick trong chiến thắng 5–0 trước Intercity và bốn bàn thắng trong cả chiến thắng 6–0 trước Mérida và chiến thắng 4–1 trên sân khách trước Algeciras. Bằng cách ghi 25 bàn thắng trong mùa giải 2024–25, Gonzalo García đã cân bằng kỷ lục mọi thời đại về số bàn thắng nhiều nhất trong một chiến dịch duy nhất cho Real Madrid Castilla—một kỷ lục trước đó do Mariano Díaz lập.[9][10]
Vào ngày 18 tháng 6 năm 2025, García ghi bàn trong trận hòa 1–1 với Al-Hilal ở trận đấu vòng bảng FIFA Club World Cup. Anh tiếp tục ghi bàn trong chiến thắng 3–0 trước Red Bull Salzburg và giúp đội tiến vào vòng loại trực tiếp. Sau đó, anh ghi bàn thắng quyết định trong chiến thắng 1–0 trước Juventus ở vòng 16 đội.

## Sự nghiệp quốc tế
García là cầu thủ trẻ quốc tế của Tây Ban Nha. Anh từng chơi cho U-19 Tây Ban Nha tại Giải vô địch U-19 châu Âu 2023.

## Thống kê sự nghiệp

### Câu lạc bộ
Tính đến 5 tháng 7 năm 2025
| Câu lạc bộ           | Mùa giải            | Giải vô địch        | Giải vô địch | Giải vô địch | Cúp quốc gia | Cúp quốc gia | Châu lục | Châu lục | Khác | Khác | Tổng cộng | Tổng cộng |
| Câu lạc bộ           | Mùa giải            | Hạng đấu            | Trận         | Bàn          | Trận         | Bàn          | Trận     | Bàn      | Trận | Bàn  | Trận      | Bàn       |
| -------------------- | ------------------- | ------------------- | ------------ | ------------ | ------------ | ------------ | -------- | -------- | ---- | ---- | --------- | --------- |
| Real Madrid Castilla | 2021–22             | Primera Federación  | 2            | 0            | —            | —            | —        | —        | —    | —    | 2         | 0         |
| Real Madrid Castilla | 2022–23             | Primera Federación  | 5            | 0            | —            | —            | —        | —        | 3    | 0    | 8         | 0         |
| Real Madrid Castilla | 2023–24             | Primera Federación  | 27           | 5            | —            | —            | —        | —        | —    | —    | 27        | 5         |
| Real Madrid Castilla | 2024–25             | Primera Federación  | 36           | 25           | —            | —            | —        | —        | —    | —    | 36        | 25        |
| Real Madrid Castilla | Tổng cộng           | Tổng cộng           | 70           | 30           | —            | —            | —        | —        | 3    | 0    | 73        | 30        |
| Real Madrid          | 2023–24             | La Liga             | 2            | 0            | 0            | 0            | 0        | 0        | 0    | 0    | 2         | 0         |
| Real Madrid          | 2024–25             | La Liga             | 3            | 0            | 1            | 1            | 0        | 0        | 5    | 4    | 9         | 5         |
| Real Madrid          | Tổng cộng           | Tổng cộng           | 5            | 0            | 1            | 1            | 0        | 0        | 5    | 4    | 11        | 5         |
| Tổng cộng sự nghiệp  | Tổng cộng sự nghiệp | Tổng cộng sự nghiệp | 75           | 30           | 1            | 1            | 0        | 0        | 8    | 4    | 84        | 35        |

1. ↑  Bao gồm Copa del Rey
2. ↑  Ra sân tại play-off Primera Federación
3. ↑  Ra sân tại FIFA Club World Cup

## Danh hiệu

### Câu lạc bộ
Real Madrid
- La Liga: 2023–24
- UEFA Champions League: 2023–24